# Sciara helmsi
Sciara helmsi är en tvåvingeart som beskrevs av Frederick Askew Skuse 1890. Sciara helmsi ingår i släktet Sciara och familjen sorgmyggor. Inga underarter finns listade i Catalogue of Life.